# Sara Stewart
Pour les articles homonymes, voir Sara et Stewart.
Sara Stewart, née Sara Scott Griffith le 28 juin 1966 à Édimbourg en Écosse, est une actrice britannique.

## Biographie
Époux : Aden Gillett (m. 1992)
Enseignement : Central School of Speech and Drama
Enfants : Sam Gillett, India Gillett

## Filmographie
- 1990 : Drop the Dead Donkey (série télévisée) : Jenny
- 1991 : The House of Eliott (série télévisée) : Francine Bailey
- 1992 : Hercule Poirot (série télévisée) : Jane Olivera
- 1992 : The Good Guys (série télévisée) : Jane Miller
- 1993 : Minder (série télévisée) : Susie
- 1994 : Anna Lee (série télévisée) : Lauren Jones
- 1994 : Crocodile Shoes (mini-série) : Lucy
- 1994 : Doctor Finlay (série télévisée) : Jean Geddie
- 1996 : Men Behaving Badly (série télévisée) : Judy
- 1997 : La Dame de Windsor : princesse Alexandra
- 1998 : Space Island One (série télévisée) : Claudia Lang
- 1998 : Les Enquêtes d'Hetty (série télévisée) : Laura Swinbank
- 1998 : Supply & Demand (mini-série) : Lauren
- 1999 : The Winslow Boy : miss Barnes
- 1999 : People Like Us (série télévisée)
- 2000 : Chambers (série télévisée) : Emma Summerton
- 2000 : Too Much Sun (série télévisée) : Tracey Jo
- 2000 : Meaningful Sex (court métrage télévisé) : maîtresse Monica
- 2001 : NCS: Manhunt (téléfilm) : DC Mary D'Eye
- 2000-2001 : Rebus (série télévisée) : DCI Gill Templar
- 2002 : NCS Manhunt (série télévisée) : DC Mary D'Eye
- 2003 : 3 Blind Mice : la chef de Thomas
- 2003 : Monarch of the Glen (en) (série télévisée) : Amanda MacLeish
- 2004 : Auf Wiedersehen, Pet (série télévisée) : Heather Lane
- 2004 : London Voodoo : Sarah Mathers
- 2004 : Et alors ? (série télévisée) : la conseillère
- 2005 : La Fureur dans le sang (série télévisée) : Patricia
- 2005 : Doctor Who (série télévisée) : la voix du pc
- 2005 : Batman Begins : Martha Wayne
- 2005 : Tournage dans un jardin anglais (A Cock and Bull Story) : Joanna
- 2005 : Waking the Dead (série télévisée) : Claire Yardley
- 2005 : Inspecteur Frost (série télévisée) : Martine Phillips
- 2005 : Holby City (série télévisée) : Kathryn MacKenzie
- 1992-2005 : Taggart (série télévisée) : Yvonne Petrie / Alison Bain
- 2005 : A Very Social Secretary (téléfilm) : Carole Caplin
- 2006 : The Road to Guantánamo (documentaire)
- 2006 : Mayo (série télévisée) : Hope Hendrick
- 2005-2006 : Sugar Rush (série télévisée) : Stella
- 2006 : Life Begins (série télévisée) : Yvonne
- 2007 : Medium Rare (court métrage) : Camille
- 2007 : Robin des Bois (série télévisée) : Davina / Rose
- 2007 : Journal intime d'une call girl (série télévisée) : Fiona
- 2008 : New Tricks (série télévisée) : Lulu Questor
- 2008 : Un été italien : Susanna
- 2009 : Act of God : Alison Barber
- 2009 : Demons (mini-série) : professeure Lambert
- 2009 : Ashes to Ashes (série télévisée) : Gaynor Mason
- 2009 : The Take (mini-série) : Patricia
- 2009 : Doctors (série télévisée) : Deborah Cavanagh
- 2009 : The Prisoner (mini-série) : Surveillance Target / 1891
- 2011 : Indian Palace : la fille de Madge
- 2012 : Insoupçonnable (série télévisée) : Andrea Lesser
- 2012 : Playhouse Presents (série télévisée) : Bettina Haussman
- 2012 : Sightseers : la mère du garçon blond
- 2012 : Strike Back (série télévisée) : lieutenant Hodge
- 2012 : Wizards vs Aliens (série télévisée) : miss Webster
- 2011-2012 : Fresh Meat (série télévisée) : Jean Shales
- 2013 : Pramface (série télévisée) : Louise
- 2013 : Jo (série télévisée) : Mme Bachelot
- 2013 : Philomena : Marcia Weller
- 2013 : Hello Sunshine (court métrage) : Vanessa
- 2013 : Side by Side : Janice Dear
- 2014 : Miracle Landing on the Hudson (téléfilm) : Pam Seagle
- 2006-2014 : Inspecteur Barnaby (série télévisée) : Miranda Darnley / Carolyn Armitage
- 2014 : Quirke (mini-série) : Rose Crawford
- 2014 : Mr Selfridge (série télévisée) : Winifred Bonfils Black
- 2014 : EastEnders (série télévisée) : QC
- 2014 : The Face of an Angel : Sarah
- 2014 : Fear of Water : Helen
- 2015 : Doctor Foster (série télévisée) : Susie Parks
- 2016 : Ransom Games (Take Down) : Lisa Hartmann
- 2018 : la Princesse de Chicago (The Princess Switch) : reine Caroline
- 2022 : Empire of Light de Sam Mendes : Brenda Ellis